# Momordica balsamina
Momordica balsamina, chiamata anche mela balsamica, cetriolo balsamico o zucca balsamica, è una specie appartenente al genere Momordica, a sua volta incluso nella famiglia delle Cucurbitacee. È endemico dell'Africa subsahariana.

## Descrizione
Momordica balsamina è una pianta erbacea rampicante, da annuale a perenne. Il fusto, lungo fino a 5 metri, è sottile, spigoloso e leggermente peloso. L'intera pianta ha un cattivo odore e contiene una linfa pungente.
Le foglie sono alterne e hanno un picciolo peloso e corto; il margine è dentato. La lamina fogliare, morbida e sottile, è lunga anche 12 cm, è palmata e divisa in cinque o sette lobi disposti a raggiera. I viticci sono lunghi, sottili e poco intricati.

## Biologia
Momordica balsamina è monoica, di sesso misto. I fiori a volte a gambo lungo appaiono individualmente, fianco a fianco su una brattea. Il calice è finemente peloso e consta di cinque lobi. La corolla è bianca o gialla.
I fiori femminili sono a peduncolo corto, l'ovario è al di sotto e unicamerale e leggermente al di sotto del calice (epiperiginia). Possono essere presenti staminodi. I fiori maschili hanno un peduncolo più lungo e hanno più stami uniti, fusi tra loro, con antere piumate e nodose. Nella parte inferiore degli stami si possono formare piccole protuberanze che aggettano verso l'interno.
Le bacche sono "corazzate", di colore rosso o arancione a maturità avvenuta; esse hanno una forma appuntita e irregolare, con una lunghezza compresa tra 4,5 a 7 centimetri e uno sviluppo ellissoidale. Quando il frutto matura, i frutti si aprono in tre lobi e rilasciano i numerosi semi. I semi sono ellittici, resistenti e di colore brunastro; sono grandi fino a 1 cm e ciascuno di essi è avvolto da un rivestimento chiamato "polpa" (si tratta di un falso arillo).
È un organismo diploide e il suo numero di cromosomi è 2n=22.

## Distribuzione e habitat
La pianta cresce in regioni piuttosto aride, ma non del tutto desertiche. È originaria dell'Africa subsahariana, ma viene coltivata anche in India e in Pakistan; è stata recentemente introdotta anche nell'ecozona neotropicale.

## Tassonomia
Il nome Momordica balsamina venne scritto per la prima volta da Linneo nel 1753 in Species Plantarum, alla pagina 1009 del secondo volume. I sinonimi di Momordica balsamina sono: Momordica garriepensis Arn., Momordica huberi Tod., Momordica involucrata E. Mey. ex Sond., Momordica schinzii Cogn. ex Schinz, Nevrosperma cuspidata Raf.

## Usi
I frutti e le foglie possono essere consumati previa cottura; si mangia in particolare la "polpa" rossa del frutto.
I frutti, i semi e le foglie di M. balsamina sono usati in medicina omeopatica. I frutti e le foglie sono localmente utilizzati per produrre un surrogato del sapone. La linfa della pianta può essere utilizzata in medicina o come detergente per metalli.